# Kirche von Sjonhem

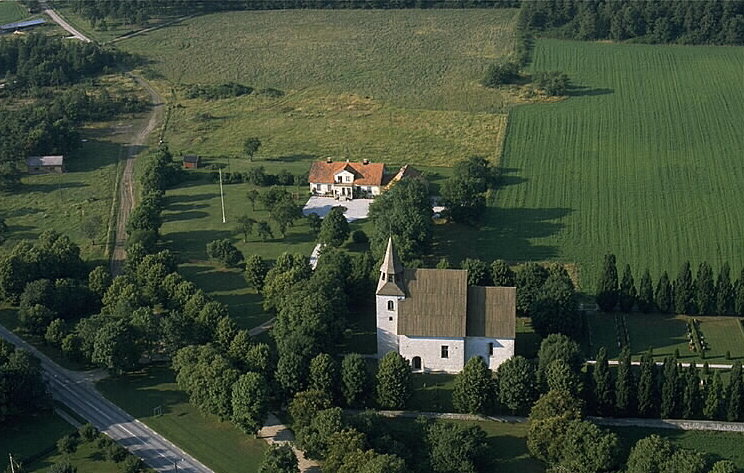
Kirche von Sjonhem

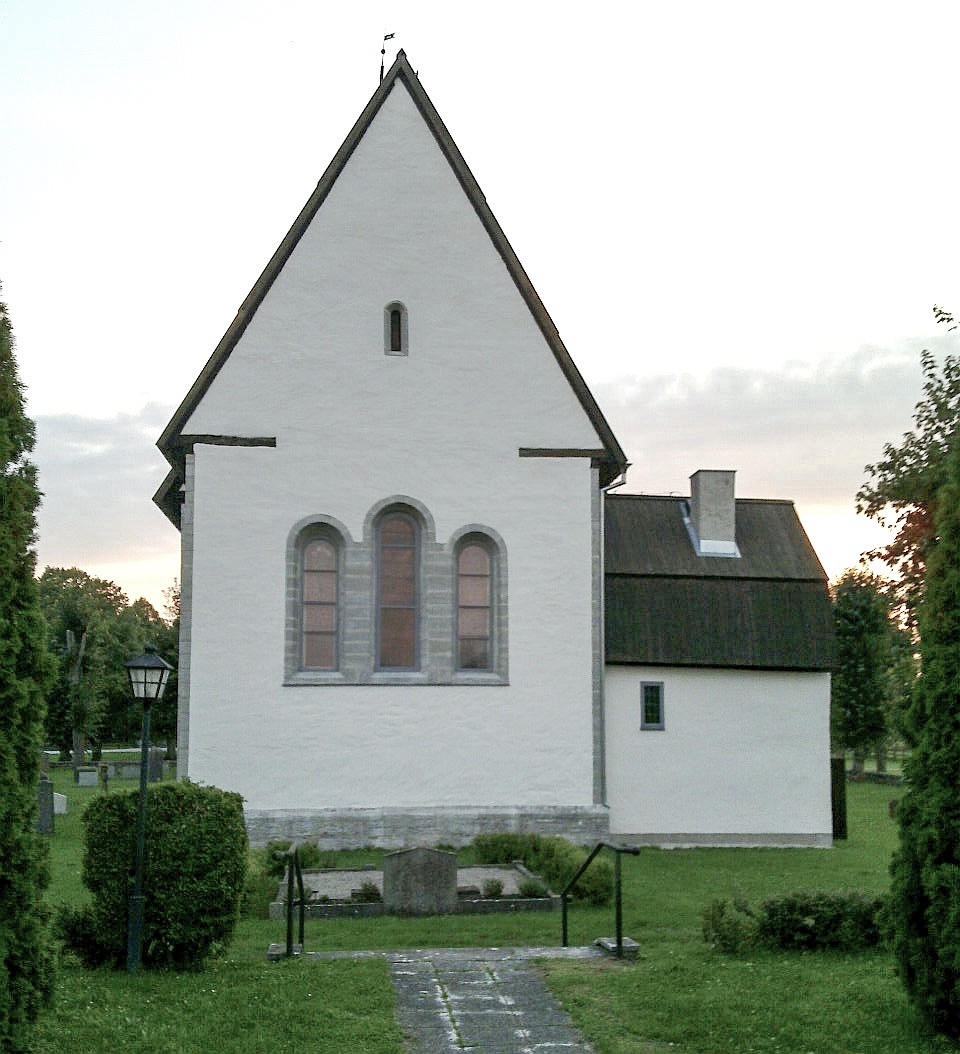
Chor der Kirche von Sjonhem

Die Kirche von Sjonhem (schwedisch Sjonhems kyrka) ist eine im 12. Jahrhundert eingeweihte Landkirche auf der schwedischen Insel Gotland. Sie gehört zur Kirchengemeinde (schwedisch församling) Vänge im Bistum Visby, bis 2005 gehörte sie zur Kirchengemeinde Sjonhem.

## Lage
Die Kirche liegt an der Straße 143 von Roma nach Ljugarn im Landesinnern von Gotland, 22 km südöstlich von Visby, 4,5 km südöstlich von Roma und 20 km nordwestlich von Ljugarn.

## Kirchengebäude
Die gemauerte Kirche besteht aus einem rechteckigen Langhaus mit einem schmaleren, gerade abschließenden Chor im Osten, einem Kirchturm im Westen und einer Sakristei auf der Nordseite des Chors.  Der niedriger Turm, der am Anfang des 13. Jahrhunderts errichtet wurde, stammt noch von einer älteren romanischen Kirche aus der zweiten Hälfte des 12. Jahrhunderts. Bei der Restaurierung von 1936 traf man die Reste der Fundamente des Langhauses jener Kirche an, die ungefähr acht Meter lang und fünf Meter breit war. Reste des Fundaments eines Chors traf man aber nicht an. In der Mitte des 13. Jahrhunderts wurde das heutige Langhaus und der Chor errichtet. Die Sakristei folgte erst viel später 1818. Das Langhaus und der niedrigere Chor sind durch  Satteldächer gedeckt. Der Turm hat schmale, mit Säulen versehene Schallöffnungen und wird von einer achteckigen Turmspitze mit weiteren Schallöffnungen unter einem Schirmdach gekrönt. Die viereckigen Fenster des Langhauses kamen zu einer späteren Zeit hinzu, während die Rundbogenfenster des Chors, die im Osten eine Dreiergruppe bilden, noch ursprünglich sind.  Die drei Eingänge der Kirche befinden sich im Süden des Chors und des Langhauses und im Westen des Turmes. Sie haben alle Rundbögen als Umfassungen.

## Innenraum

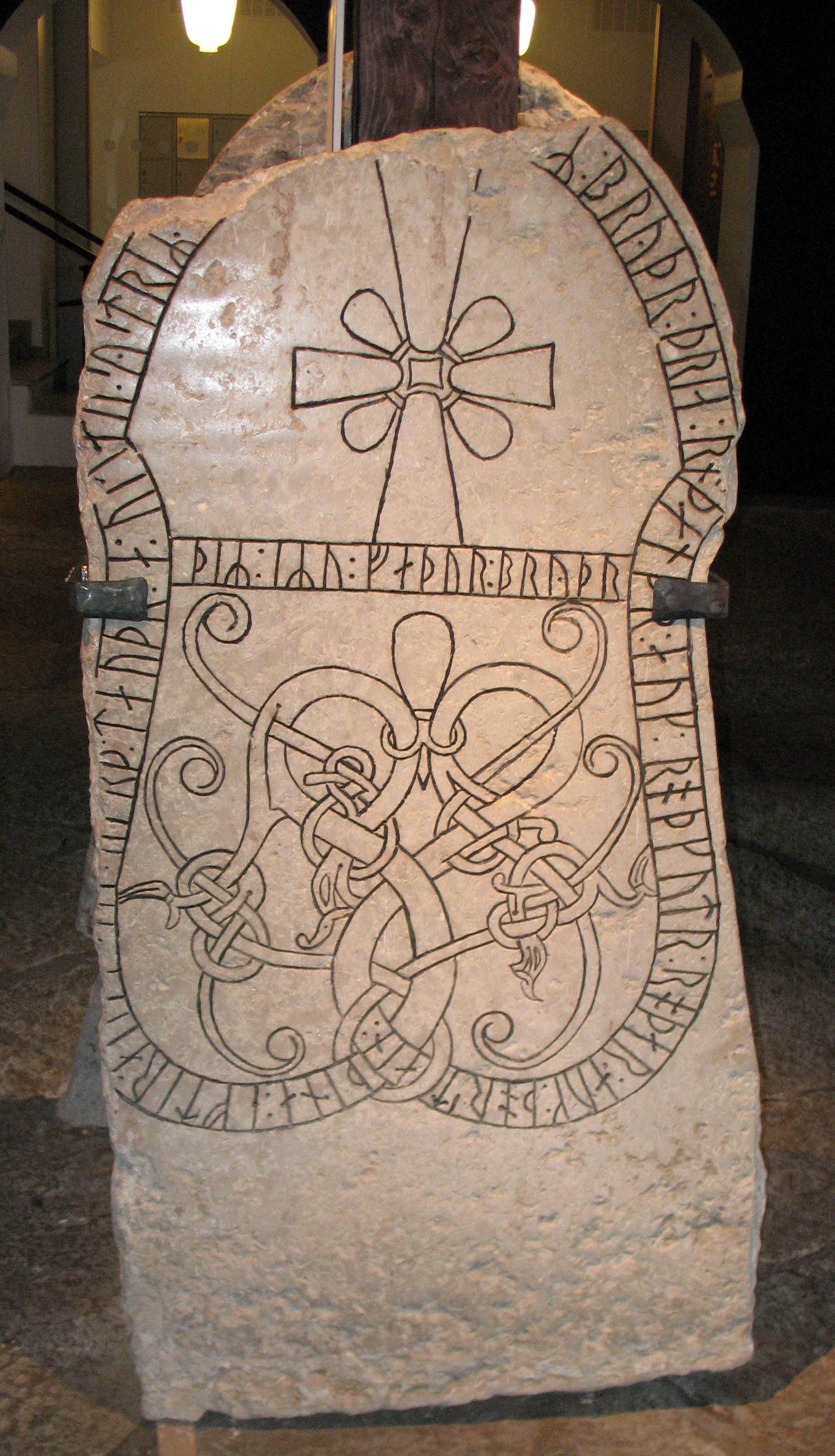
Runenstein in der Kirche von Sjonhem

Die beiden Zeltgewölbe des Langhauses sind durch einen kräftigen Gurtbogen getrennt, der auf Konsolen ruht. Der Triumphbogen und der Turmbogen sind beide schwach spitzbögig. Der Chor hat ein Zeltgewölbe, aber der Turmraum wird durch ein niedriges Gewölbe, das teilweise ein Zeltgewölbe und teilweise ein romanisches Kreuzgewölbe ist.  Bei einer Restaurierung, die von 1961 bis 1962 von den Architekten Erik Fant und Olle Karth durchgeführt wurde, holte man die ursprünglichen Ornamente der Gewölbemalereien im Langhaus wieder hervor. Diese wurde wahrscheinlich im Zusammenhang mit der Anlage der Gewölbe in der Mitte des 13. Jahrhunderts gemalt. Erhaltene mittelalterliche Glasmalereien befinden sich auf zweien der Ostfenster des Chors. Das nördliche Fenster zeigt Christi Geburt, die Anbetung Jesu durch die Könige und den Auftritt des zwölfjährigen Jesus im Tempel von Jerusalem. Das südliche Fenster zeigt die Wiedererweckung des Lazarus, den Einzug Christi nach Jerusalem und die Verklärung des Herrn.

## Runenstein von Sjonhem
Der Runenstein G 135 ist einer der Ostsee-Runensteine und erzählt von der gleichen Familie wie die Steine G 134 und G 136. Er wurde in Erinnerung an einen Mann, errichtet der in Ventspils in Lettland starb.

## Ausstattung
- Der Taufstein aus Sandstein und die (heute in Gotlands Fornsal befindliche) Piscina ist vom Steinmetzmeister Hegvald am Ende des 12. Jahrhunderts angefertigt worden.
- Die Kanzel ist aus dem 17. Jahrhundert. Johan Weller und C. A. Nordberg haben sie 1786 bemalt.
- Auf dem Altar befindet sich ein Prozessionskreuz aus dem 14. Jahrhundert. Dieses ist vom Altarretabel umrahmt, das 1735 aus Holz geschnitzt wurde.
- Beim südlichen Eingang befindet sich eine große Weihwasserschale aus Kalkstein.